# Guernea
Guernea is een geslacht van vlokreeften uit de familie van de Dexaminidae. De wetenschappelijke naam van het geslacht is voor het eerst geldig gepubliceerd door Édouard Chevreux in 1887.
Chevreux stelde Guernea voor als nomen novum van een geslacht dat Norman in 1868 had beschreven als Helleria. Helleria was echter net daarvoor gebruikt voor een pissebeddengeslacht (Helleria Ebner, 1868) en die had prioriteit. Chevreux koos Guernea als eerbetoon aan Jules de Guerne.
Guernea is een kosmopolitisch geslacht dat wereldwijd voorkomt, behalve in Antarctica. Er zijn twee ondergeslachten:
- Guernea (Guernea)
- Guernea (Prinassus)

## Soorten[3]
- Ondergeslacht Guernea:
  - Guernea (Guernea) brevispinis Ledoyer, 1983
  - Guernea (Guernea) coalita (Norman, 1868)
  - Guernea (Guernea) endota J.L. Barnard, 1972
  - Guernea (Guernea) gelane J.L. Barnard, 1972
  - Guernea (Guernea) ipilya Thomas & Barnard, 1991
  - Guernea (Guernea) longicornis Ledoyer, 1983
  - Guernea (Guernea) magnaphilostoma Hirayama, 1985
  - Guernea (Guernea) melape J.L. Barnard, 1972
  - Guernea (Guernea) petalocera Ruffo, 1959
  - Guernea (Guernea) quadrispinosa Stephensen, 1944
  - Guernea (Guernea) rhomba Griffiths, 1974
  - Guernea (Guernea) sinica Ren, 2006
  - Guernea (Guernea) spinicornis Ledoyer, 1983
  - Guernea (Guernea) tenuipes Ledoyer, 1979
  - Guernea (Guernea) timaru J.L. Barnard, 1972
  - Guernea (Guernea) tumulosa Griffiths, 1976
  - Guernea (Guernea) unchalka J.L. Barnard, 1972
  - Guernea (Guernea) yamminye Thomas & Barnard, 1991
- Ondergeslacht Prinassus:
  - Guernea (Prinassus) longidactyla Hirayama, 1986
  - Guernea (Prinassus) mackiei Hirayama, 1986
  - Guernea (Prinassus) nordenskioldi (Hansen, 1888)
  - Guernea (Prinassus) nullispina Hirayama, 1985
  - Guernea (Prinassus) rectocephala Hirayama, 1985
  - Guernea (Prinassus) reduncans (J.L. Barnard, 1958)
  - Guernea (Prinassus) terelamina Hirayama, 1985
  - Guernea (Prinassus) tomiokaensis Hirayama, 1985
- Niet in een ondergeslacht ingedeeld:
  - Guernea ezoensis Ishimaru, 1987
  - Guernea jejuensis Kim, Hendrycks & Lee, 2011
  - Guernea minor Ishimaru, 1987
  - Guernea namhaensis Kim, Hendrycks & Lee, 2011
  - Guernea sombati Hirayama, 1986
  - Guernea sulawesiensis Ortiz & Lalana, 1997